# Милосавлевич, Завиша
Завиша Милосавлевич (серб. Zaviša Milosavljević; 17 июля 1961, Бор, Югославия) — сербский футбольный тренер.

## Биография
Тренерскую карьеру начал с 1986 года. Много лет возглавлял югославские детские и юношеские команды. Входил в тренерские штаб загребского «Динамо». На родине возглавлял клубы «Динамо» (Могрен) и «Бор».
В течение 4 лет работал с юношескими сборными Сербии и входил в тренерский штаб молодежной сборной.
С 2001 по 2002 год работал в Руанде с командой АПР.
В разное время возглавлял сборные Лесото и Пакистана.
25 января 2014 года был назначен главным тренером бишкекского клуба «Дордой».
После неудач в Кубке АФК, Чемпионате и Кубке Кыргызстана 27 октября 2015 года был отправлен в отставку.

## Достижения
- Чемпион Премьер Лига Руанды: 2001.
- Обладатель Кубка Руанды: 2002.
- Чемпион Шоро Топ Лига. 2014.
- Обладатель Кубка Кыргызстана: 2014.
- Обладатель Суперкубка Кыргызстана: 2014.
- Обладатель Кубка Алатоо: 2015.